# Vanessa Hegelmaier

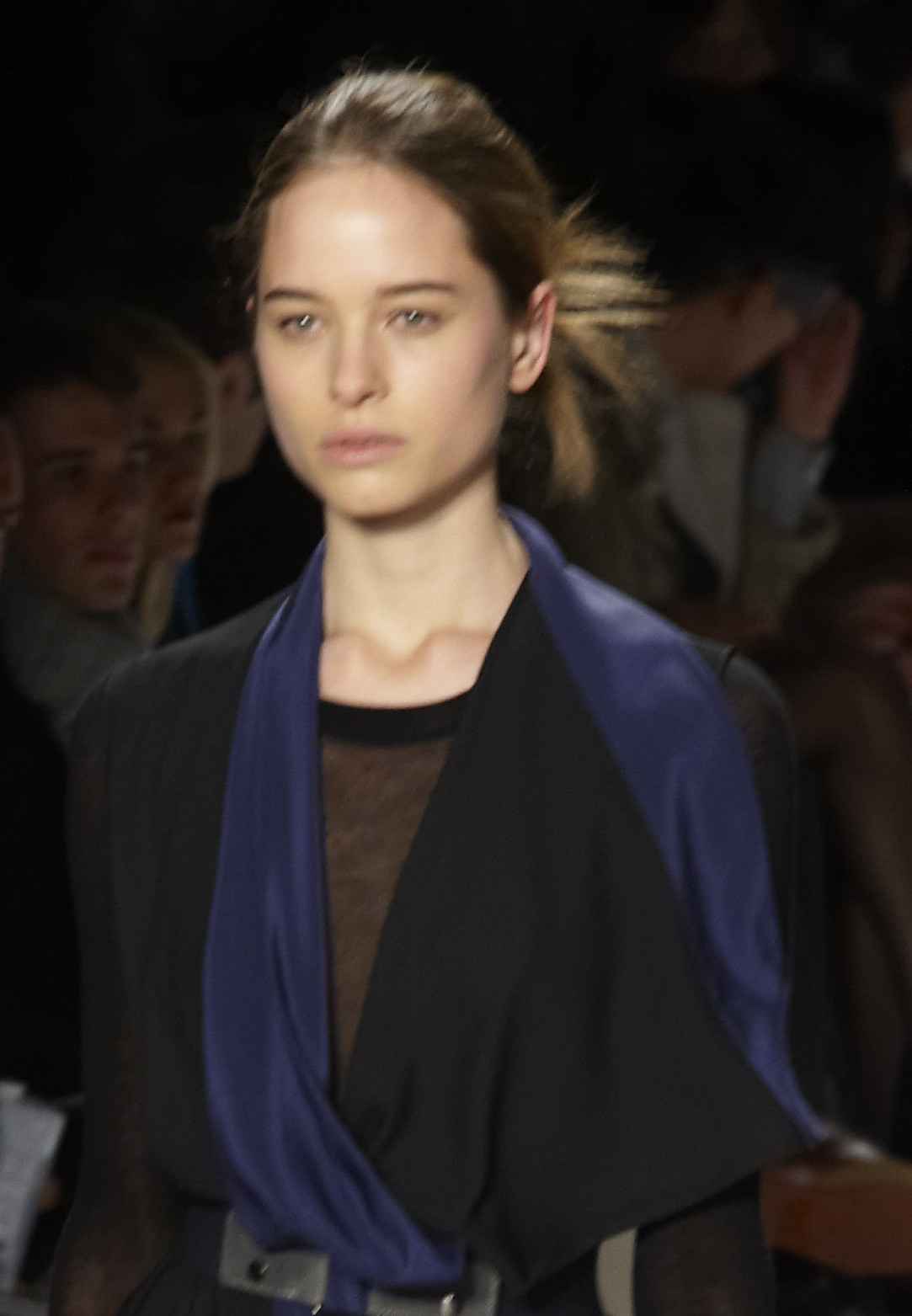
Vanessa Hegelmaier

Anna Vanessa Hegelmaier (* 18. Juni 1987 in Recklinghausen, Nordrhein-Westfalen) ist ein deutsches Model.

## Leben
Bis zu ihrem 7. Lebensjahr lebte Hegelmaier in Bochum. Nach ihrem Abitur am Ratsgymnasium Stadthagen begann sie ein Mathematikstudium an der Universität Bielefeld, das sie mit dem Bachelor abschloss. Neben ihrer Modelkarriere studiert sie Sonderpädagogik im Masterstudiengang und absolviert ein Fernstudium in Wirtschaftsmathematik.
Seit 2013 studiert sie Medizin.

## Werdegang
2008 nahm Hegelmaier an der dritten Staffel der Castingshow Germany’s Next Topmodel teil und erreichte dort den 9. Platz. Nachdem sie sich bei einem Sturz während der Dreharbeiten eine Gehirnerschütterung zugezogen hatte, musste sie aufgeben. Im Anschluss an die Sendung nahm sie zunächst ihr Studium wieder auf.
2009 wurde sie nach Initiativbewerbung von ihrer Mutteragentur Place unter Vertrag genommen. Später wurde sie zudem von anderen internationalen Model-Agenturen wie beispielsweise IMG Models in deren Modelkarteien aufgenommen.
Die Vogue zählte Hegelmaier in der Frühjahr/Sommer-Saison 2010 zu einem der acht besten Newcomer-Models.
Sie war das Werbegesicht für Kampagnen verschiedener Marken, unter anderem DKNY, Esprit und Swarovski.
Im Mai 2009 war sie auf dem Cover der österreichischen Flair. In Deutschland war sie im Juni 2010 auf dem Cover des Zeitmagazins und im September 2012 auf dem Cover der Max zu sehen.
Auch für Fotostrecken für renommierte Zeitschriften wurde sie abgelichtet, beispielsweise für die englische und griechische Vogue, die US-amerikanische Marie Claire, die italienische Amica, die englische Elle und die englische Ausgabe von Harper’s Bazaar.
Sie lief auf Modeschauen in verschiedenen wichtigen Modestädten wie London, Mailand, New York und Paris für namhafte Designer und Label. So wurde sie unter anderem von DKNY, Dolce & Gabbana, Giorgio Armani, Max Azria Hervé Lèger, Jad Ghandour, Louis Vuitton, Missoni, Philipp Plein, Philosophy di Alberta Ferretti und Vivienne Westwood gebucht.